# Roßdorf (Nürtingen)
Das Roßdorf ist ein Stadtteil der Großen Kreisstadt Nürtingen im Landkreis Esslingen in Baden-Württemberg und hat rund 4500 Einwohner.

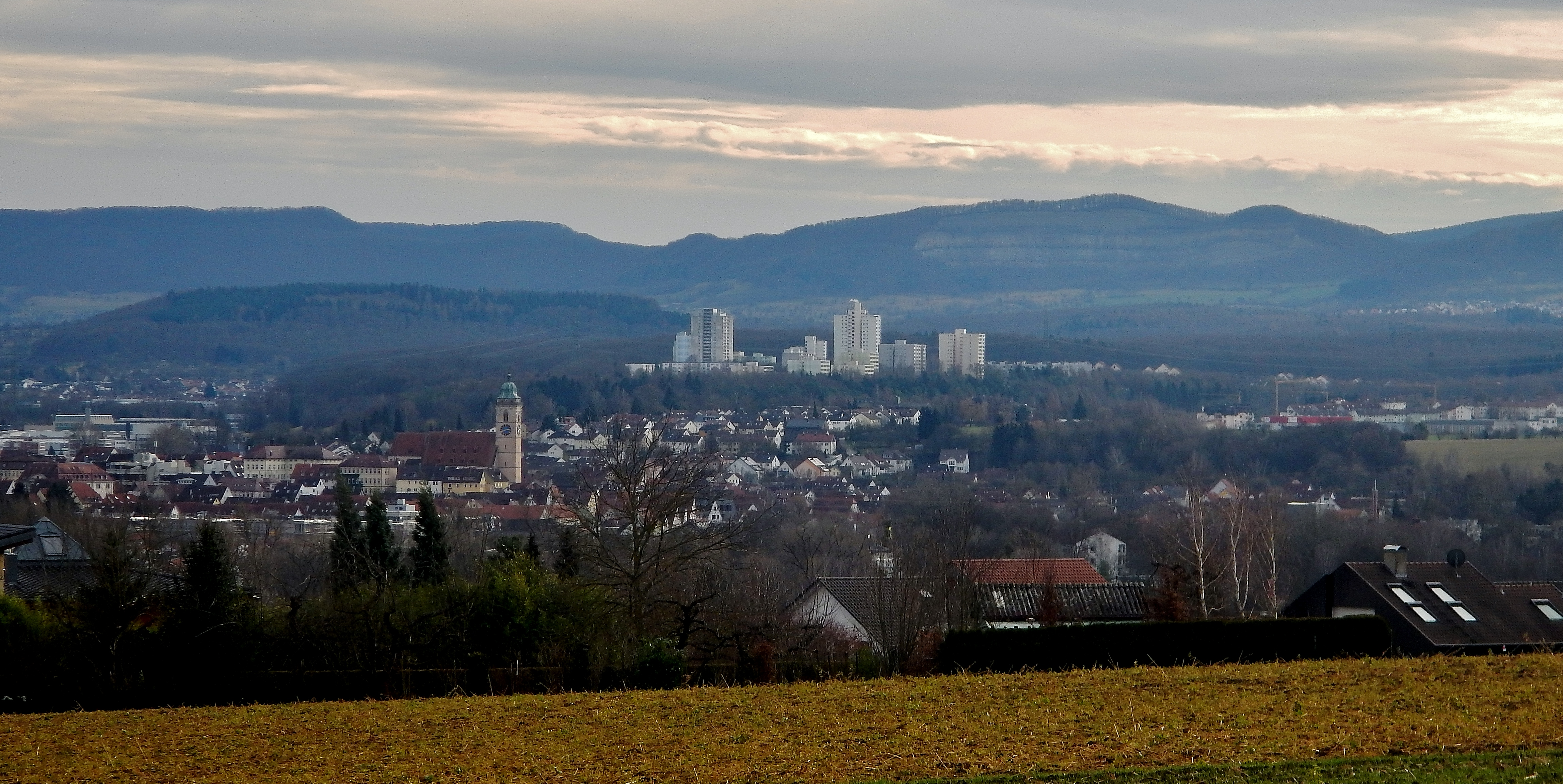
Der Stadtteil Roßdorf im Hintergrund

## Geographie
Das Roßdorf liegt auf einem Höhenrücken rund einen Kilometer südlich der Kernstadt Nürtingens, am Beginn des Neuffener Tals.

## Geschichte
Der Stadtteil ist Anfang der 1960er-Jahre als Musterbauvorhaben für modernen Städtebau am Reißbrett entstanden. Merkmale für dieses Musterbauvorhaben waren
- der Bau von Hochhäusern um Bauflächen zu sparen,
- der Verzicht auf Einzelheizungen, das Roßdorf wird bis heute von einem Zentralheizwerk mit Wärme und Warmwasser versorgt,
- der Verzicht auf Fernsehantennen an jedem Gebäude, das Roßdorf hat eine Gemeinschaftsantennenanlage (die heute von einer Kabelfernsehgesellschaft betrieben wird),
- Grünanlagen quer durch den ganzen Stadtteil mit großen Rasenflächen. Dazu erforderlich war der Bau von Tiefgaragen zur Schaffung von ausreichend Parkplätzen unter der Erde.
- kreuzungsfreie Straßen (es gibt im ganzen Stadtteil – mit einer Ausnahme – keine Kreuzung, nur Einmündungen).

Das Roßdorf verfügt anders als die in den 1970er-Jahren eingemeindeten Stadtteile von Nürtingen, die früher selbstständige Gemeinden waren, nicht über eine eigene Ortschaftsverwaltung mit Ortschaftsrat, sondern gehört verwaltungsmäßig zur Kernstadt.
Seit 2019 hat der Stadtteil einen Bürgerausschuss.

## Öffentliche Einrichtungen
Der Stadtteil verfügt über zwei Kindergärten, eine Grundschule (Roßdorfschule) mit Turnhalle, ein Gemeinschaftshaus und eine Zweigstelle der Stadtbücherei Nürtingen.
Im Roßdorf steht außerdem ein ökumenisches Gemeindezentrum, das Stephanushaus. Es wurde von der evangelischen und der katholischen Kirche gemeinsam gebaut und wird gemeinsam betrieben.